# Ali de Marrocos
Ali de Marrocos foi um rei de Marrocos da  Dinastia Alauita, reinou entre 1734 ou 1735 e 1736. Foi antecedido no trono por Abedalá de Marrocos, e foi seguido no trono novamente por Abedalá de Marrocos.